# Antipalus
Antipalus is een vliegengeslacht uit de familie van de roofvliegen (Asilidae).

## Soorten
- A. bilobus Ionescu & Weinberg, 1960
- A. graecus Moucha & Hradský, 1966
- A. krueperi Loew, 1871
- A. reginae Moucha & Hradský, 1966
- A. similis Moucha & Hradský, 1966
- A. sinuatus (Loew, 1854)
- A. truncatus (Loew, 1849)
- A. varipes

Stomplijfroofvlieg (Meigen, 1820)
- A. weinbergae Moucha & Hradský, 1966
- A. wieneckii Wulp, 1872